# 天主教阿努拉德普勒教区
天主教阿努拉德普勒教區 （拉丁語：Diocesis Anuradhapurensis）是斯里蘭卡一個羅馬天主教教區，屬科倫坡總教區。
教區範圍包括斯里蘭卡北中省，教座位於阿努拉德普勒。2006年有教友10,621人、18個堂區、25名司鐸。現任教區主教為諾爾貝‧安德拉迪。
1975年12月15日自賈夫納教區和亭可馬里暨拜蒂克洛教區分出，建立監牧區。1982年3月18日升為教區。